# Yan Yan
En aquest nom xinès, el cognom és Yan.
Yan Yan (153 - 220) va ser un general militar de Shu Han durant el període de la tardana Dinastia Han Oriental i els Tres Regnes de la història xinesa. Yan va començar la seva carrera com un general servint sota el senyor de la guerra Liu Zhang de la Província Yi.